# Мартин Кукучін
Мартин Кукучін (чеськ. Martin Kukučín; 17 травня 1860, Ясеново — 21 травня 1928, Ліпник) — словацький письменник.

## Життєпис
Походив з селянської родини, син Яна Бенцура. При народженні отримав ім'я Матей. Спочатку навчався у початковій школі рідного села Ясенова. Навчався протягом 1871—1874 років в лютеранській школі у Ревуці, потім у 1874—1875 років — в школах міст Мартін та Банська Бистриця. Після цього закінчив середню школу у місті Кежмарок. У 1884—1885 роках навчався в місті Шопрон.
Деякий час був сільським вчителем. У 1885 році поступив на теологічний факультет університету Пресбурга (сучасна Братислава), проте незабаром перевівся на медичний факультет Празького університету, який закінчив 1893 року. Спочатку намагався влаштуватися на роботу в Пресбурзі, Інсбруку та Відні.
У 1894 році переїхав до Далмації, де працював лікарем у селі Селка на острові Брач. Тут мав медичну практику до 1906 року. У 1904 році одружився. Внаслідок скрутного становища вирішив залишити Австро-Угорщину. У 1908—1922 роках мешкав у еміграції у Південній Америці. Був у Сантьяго-де-Чилі, Пунта-Аренас. Згодом став першим лікарем Міжнародного Червоного Хреста в Патагонії.
У 1922 році повернувся до Словаччині, проте 1924 року перебрався до Хорватії (входила до складу королівства Югославія). У 1925 році на деякий час знову переїхав до Чилі (Південна Америка), проте вже 1926 року остаточно оселився в Хорватії. Тут Мартин Кукучін помер у 1928 році.

## Творчість
Почав друкуватися в 1883 році. Змінив прізвище та ім'я на Мартина Кукучіна. Відомим став завдяки оповідкам з життя словацького села. Вони насичені світлим гумором, образністю народної вимови, пройняті вірою в духовне здоров'я трудового народу («Руда телиця», 1884 рік; «Непробудний» та «Про Михала», 1886 рік).
Значне місце у доробку обіймає роман «Будинок на обриві» (1903—1904 роки), яким закладено підвалини реалізму в словацькій прозі.
Кукучін намагався протиставити власницькій моралі ідею морального удосконалення, патріархальну гармонію словацького села. З цих позицій викривав паразитизм шляхти («Ось помре дядечко з Хохолева», 1890 рік), егоїзм буржуазії («На Подконіцком балі», 1891 рік; «Нариси з сумного дому», 1894 рік).
Значний вплив на Кукучіна мала творчість українського письменника Миколи Гоголя, оповіді якого Кукучін перекладав словацькою мовою.
У Південній Америці створив 5-томну епопею-хроніку «Мати кличе» (1926—1927 роки), в якій зобразив тяжке життя емігрантів-слов'ян в Америці.
У 1929 році по смерті автора було надруковано його романи «Лукаш Благосей Красонь» і «Богуміл Валізлость Забор».